# Liste des titres musicaux numéro un aux États-Unis en 2008
Cette page liste les titres musicaux ayant le plus de succès au cours de l'année 2008 aux États-Unis d'après le magazine Billboard.

## Historique
| Date         | Artiste(s)                       | Titre                            | Référence |
| ------------ | -------------------------------- | -------------------------------- | --------- |
| 5 janvier    | Flo Rida feauturing T-Pain       | Low                              |           |
| 12 janvier   | Flo Rida feauturing T-Pain       | Low                              |           |
| 19 janvier   | Flo Rida feauturing T-Pain       | Low                              |           |
| 26 janvier   | Flo Rida feauturing T-Pain       | Low                              |           |
| 2 février    | Flo Rida feauturing T-Pain       | Low                              |           |
| 9 février    | Flo Rida feauturing T-Pain       | Low                              |           |
| 16 février   | Flo Rida feauturing T-Pain       | Low                              |           |
| 23 février   | Flo Rida feauturing T-Pain       | Low                              |           |
| 1er mars     | Flo Rida feauturing T-Pain       | Low                              |           |
| 8 mars       | Flo Rida feauturing T-Pain       | Low                              |           |
| 15 mars      | Usher feauturing Young Jeezy     | Love In This Club                |           |
| 22 mars      | Usher feauturing Young Jeezy     | Love In This Club                |           |
| 29 mars      | Usher feauturing Young Jeezy     | Love In This Club                |           |
| 5 avril      | Leona Lewis                      | Bleeding Love                    |           |
| 12 avril     | Mariah Carey                     | Touch My Body                    |           |
| 19 avril     | Mariah Carey                     | Touch My Body                    |           |
| 26 avril     | Leona Lewis                      | Bleeding Love                    |           |
| 3 mai        | Lil Wayne featuring Static Major | Lollipop                         |           |
| 10 mai       | Leona Lewis                      | Bleeding Love                    |           |
| 17 mai       | Leona Lewis                      | Bleeding Love                    |           |
| 24 mai       | Rihanna                          | Take a Bow                       |           |
| 31 mai       | Lil Wayne featuring Static Major | Lollipop                         |           |
| 7 juin       | Lil Wayne featuring Static Major | Lollipop                         |           |
| 14 juin      | Lil Wayne featuring Static Major | Lollipop                         |           |
| 21 juin      | Lil Wayne featuring Static Major | Lollipop                         |           |
| 28 juin      | Coldplay                         | Viva la Vida                     |           |
| 5 juillet    | Katy Perry                       | I Kissed a Girl                  |           |
| 12 juillet   | Katy Perry                       | I Kissed a Girl                  |           |
| 19 juillet   | Katy Perry                       | I Kissed a Girl                  |           |
| 26 juillet   | Katy Perry                       | I Kissed a Girl                  |           |
| 2 août       | Katy Perry                       | I Kissed a Girl                  |           |
| 9 août       | Katy Perry                       | I Kissed a Girl                  |           |
| 16 août      | Katy Perry                       | I Kissed a Girl                  |           |
| 23 août      | Rihanna                          | Disturbia                        |           |
| 30 août      | Rihanna                          | Disturbia                        |           |
| 6 septembre  | T.I.                             | Whatever You Like                |           |
| 13 septembre | T.I.                             | Whatever You Like                |           |
| 20 septembre | T.I.                             | Whatever You Like                |           |
| 27 septembre | Pink                             | So What                          |           |
| 4 octobre    | T.I.                             | Whatever You Like                |           |
| 11 octobre   | T.I.                             | Whatever You Like                |           |
| 18 octobre   | T.I. featuring Rihanna           | Live Your Life                   |           |
| 25 octobre   | Britney Spears                   | Womanizer                        |           |
| 1er novembre | T.I.                             | Whatever You Like                |           |
| 8 novembre   | T.I.                             | Whatever You Like                |           |
| 15 novembre  | T.I. featuring Rihanna           | Live Your Life                   |           |
| 22 novembre  | T.I. featuring Rihanna           | Live Your Life                   |           |
| 29 novembre  | T.I. featuring Rihanna           | Live Your Life                   |           |
| 6 décembre   | T.I. featuring Rihanna           | Live Your Life                   |           |
| 13 décembre  | Beyoncé                          | Single Ladies (Put a Ring on It) |           |
| 20 décembre  | T.I. featuring Rihanna           | Live Your Life                   |           |
| 27 décembre  | Beyoncé                          | Single Ladies (Put a Ring on It) |           |